# Liste der Bodendenkmale in Steinigtwolmsdorf
In der Liste der Bodendenkmale in Steinigtwolmsdorf sind die Bodendenkmale der Gemeinde Steinigtwolmsdorf und ihrer Ortsteile nach dem Stand der Auflistung von Harald Quietzsch und Heinz Jacob aus dem Jahr 1982 aufgelistet. Eventuelle Änderungen und Ergänzungen, insbesondere aus der Zeit nach der Wende, sind nicht berücksichtigt, da für Sachsen aktuell keine neueren allgemein zugänglichen Bodendenkmallisten vorliegen. Die Baudenkmale sind in der Liste der Kulturdenkmale in Steinigtwolmsdorf aufgeführt.
| Denkmal-ID | Fundart            | Ortsteil          | Bezeichnung          | Zeitstellung    | Lage                                                                    | Bemerkungen                                                              | Bild |
| ---------- | ------------------ | ----------------- | -------------------- | --------------- | ----------------------------------------------------------------------- | ------------------------------------------------------------------------ | ---- |
| ?          | Befestigung > Burg | Steinigtwolmsdorf | vermutete Wasserburg | Mittelalter     | im Ort, südwestlich des Guts                                            | Insel in einem zum Teich erweiterten Graben, Schutz seit 25. Januar 1978 |      |
| ?          | besonderer Stein   | Weifa             | Steinkreuz           | Spätmittelalter | südlicher Ortsteil, südwestlich des Erbgerichts, nördlich an der Straße | Pfeileinzeichnung, Schutz seit 1. Dezember 1971                          |      |